# Betlejem (województwo pomorskie)
Betlejem (kaszub. Betlejem) – osada w Polsce, w województwie pomorskim, w powiecie kartuskim, w gminie Stężyca, jest częścią składową sołectwa Gapowo.
Do 2023 miejscowość była częścią wsi Gapowo.
W latach 1975–1998 Betlejem administracyjnie należało do województwa gdańskiego.